# Vanessa Bruno
Vanessa Bruno (née en 1967) est une créatrice de mode française, d'origine danoise par sa mère.
Vanessa Bruno a travaillé comme mannequin, chanteuse et actrice. Elle a notamment collaboré avec la designer / réalisatrice Stéphanie Di Giusto sur trois courts-métrages, le dernier filmé sur la côte normande. 

## Biographie
Née Virginie Vanessa Bruno à Boulogne Billancourt, d’une mère danoise et d’un père d’origine italienne, son père a travaillé avec Emmanuelle Khanh et Jean Bousquet dans le prêt-à-porter. Âgée de quinze ans, Vanessa Bruno se rend au Canada où elle débute dans le mannequinat et apprend les bases de la confection à Montréal. Par la suite, elle est Mannequin de cabine pour Dorothée Bis. Elle passe son bac puis arrête les études pour travailler. Elle débute comme directrice de collection chez Daniel Hechter au milieu des années 1990.
En 1996, elle lance sa propre marque et commence sa carrière de créatrice de mode dans Le Marais. Elle se fait remarquer dès ses débuts par Catherine Rousso de ELLE. Sa participation au Salon du prêt-à-porter est l'élément déclencheur : son tout petit stand attire un acheteur japonais. Celui décide alors de l'aider à ouvrir sa première boutique dans le 6e arrondissement. 
En 1998, elle crée le cabas à paillettes qui la rend célèbre et fait connaitre sa marque. La marque se veut dire « chic décontracté », mais « ni trop chic, ni trop décontracté ». Sa mode est constituée d'épaisses couches de tricot et de jambières justaucorps, en couleurs sobres ou pastel, connue également pour ses pulls à col montant et ses jeans aux poches particulières. Elle cherche à « allier l'esprit libre danois au raffinement chic à la française » précise-t-elle.
En 2011, la créatrice collabore avec La Redoute. Elle lance également son premier parfum, en série limité, en collaboration avec Biotherm, marque du groupe L'Oréal. Celui-ci est baptisé L'Eau,. Au cours des années, le cabas, qui lui a apporté le succès, se voit décliné dans de multiples finitions.

### Source
- Sophie Massalovitch, « Vanessa Bruno : la mode simplement », Challenges, no 762,‎ 10 novembre 2022, p. 108 à 110 (ISSN 0751-4417).